# La Fatarella
La Fatarella ist eine katalanische Gemeinde in der Provinz Tarragona im Nordosten Spaniens. Sie liegt in der Comarca Terra Alta.

## Gemeindepartnerschaften
La Fatarella unterhält seit dem 25. Februar 1994 eine Partnerschaft mit der französischen Gemeinde Fonsorbes.

## Söhne und Töchter
- Javier Vilanova Pellisa (* 1973), römisch-katholischer Geistlicher, Weihbischof in Barcelona